# Samsung Galaxy J1
Il Samsung Galaxy J1 è uno smartphone Android di fascia bassa prodotto da Samsung, facente parte della serie Galaxy J.

## Caratteristiche tecniche

### Hardware
Il Galaxy J1 è uno smartphone con form factor di tipo slate, misura 129 × 68,2 × 8,9 millimetri e pesa 122 grammi.
Il dispositivo è dotato di connettività GSM, HSPA, di Wi-Fi 802.11 b/g/n con supporto a Wi-Fi Direct ed hotspot, di Bluetooth 4.0 con A2DP, di GPS con A-GPS e GLONASS e di radio FM RDS. Ha una porta microUSB 2.0 ed un ingresso per jack audio da 3,5 mm.
Il Galaxy J1 è dotato di schermo touchscreen capacitivo da 4.3 pollici di diagonale, di tipo TFT con aspect ratio 16:9 e risoluzione 480 × 800 pixel (densità di 217 pixel per pollice). La scocca è in plastica. La batteria agli ioni di litio da 1850 mAh è removibile dall'utente.
Il chipset è uno Spreadtrum SC7727S, con CPU dual-core formata da 2 Cortex-A7 a 1,2 GHZ e GPU Mali-400. La memoria interna è di 4 GB, mentre la RAM è di 512 MB (0,5 GB).
La fotocamera posteriore ha un sensore da 5 megapixel, dotato di autofocus e flash LED, in grado di registrare al massimo video HD a 30 fotogrammi al secondo, mentre la fotocamera anteriore è da 2 megapixel.

### Software
Il sistema operativo è Android, in versione 4.4.4 KitKat, non aggiornabile ad alcuna versione successiva in maniera ufficiale.
Ha l'interfaccia utente TouchWiz.

## Varianti
Sono state commercializzate diverse varianti del Galaxy J1, qui ne sono riportate le differenze rispetto al J1 originale:
- J1 Duos, con il dual SIM;[2]
- J1 4G, con il supporto LTE, 768 MB di RAM, presenza dell'NFC, chipset quad-core Spreadtrum SC7731C;[4]
- J1 Ace o J1 Ace Neo o J1 Ace Duos (in variante dual SIM), chipset Spreadtrum SC9830 o Marvell PXA1908 (in base alla versione), RAM da 0,5/0,75/1 GB e memoria interna da 4 o 8 GB (in base alla versione), batteria da 1900 mAh;[5][6]